# Stockholm Open 2018
Lo Stockholm Open 2018 è stato un torneo di tennis che si è giocato su campi in cemento al coperto. È stata la 50ª edizione dello Stockholm Open che fa parte della categoria ATP Tour 250 nell'ambito dell'ATP World Tour 2018. Gli incontri si sono svolti al Kungliga tennishallen di Stoccolma, in Svezia, dal 15 al 21 ottobre 2018.

## Partecipanti

### Teste di serie
| Nazionalità   | Giocatore          | Ranking* | Testa di serie |
| ------------- | ------------------ | -------- | -------------- |
| Stati Uniti   | John Isner         | 10       | 1              |
| Italia        | Fabio Fognini      | 13       | 2              |
| Grecia        | Stefanos Tsitsipas | 15       | 3              |
| Stati Uniti   | Jack Sock          | 17       | 4              |
| Francia       | Lucas Pouille      | 18       | 5              |
| Corea del Sud | Chung Hyeon        | 26       | 6              |
| Canada        | Denis Shapovalov   | 29       | 7              |
| Spagna        | Fernando Verdasco  | 30       | 8              |

* Ranking all'8 ottobre 2018.

### Altri partecipanti
I seguenti giocatori hanno ricevuto una wild card per il tabellone principale:
- Chung Hyeon
- Elias Ymer
- Mikael Ymer

I seguenti giocatori sono passati dalle qualificazioni:

- Ernests Gulbis
- Oscar Otte
- Peter Polansky
- Alexei Popyrin

Il seguente giocatore è entrato come Lucky loser:
- Jürgen Zopp

### Ritiri
Prima del torneo
- Peter Gojowczyk → sostituito da  Jürgen Zopp

Durante il torneo
- Chung Hyeon

## Campioni

### Singolare
Stefanos Tsitsipas ha battuto in finale  Ernests Gulbis con il punteggio di 6-4, 6-4.
- È il primo titolo in carriera per Tsitsipas.

### Doppio
Luke Bambridge /  Jonny O'Mara hanno battuto in finale  Marcus Daniell /  Wesley Koolhof con il punteggio di 7-5, 7–6(8).